# 龙泉街道 (江夏区)
龙泉街道，是中国湖北省武汉市江夏区的一个街道。办事处驻流芳岭，人口39000人（2008），面积194.22平方千米。辖12个居委会、26个村委会：流芳、政院、龙泉、玉龙岛、湖北经济学院、梁山头、长嘴、关南、关山、周店、茅店、郑桥、汪田、九夫、大邱、湖口、大舒、同兴、邬家山、大潭、牌楼舒、泉岗、杨店、宗黄、佛祖岭、升华、高峰、新胡、覃庙、玉屏、福利、营泉、魏集、江王、红旗、王店、二龙、何桥。该街道前名为“流芳街道”。
2000年7月，流芳街道关山、郑桥、茅店、周店、东山、政院等五村一委被东湖高新区托管。
2002年10月，流芳街道长嘴村、梁山头村被武汉东湖新技术开发区江夏藏龙岛科技园区托管。
2010年5月，流芳街道办事处及所属升华、高峰、新湖、覃庙、玉屏、福利、魏集、江王、营泉、二龙、何桥、王店、红旗13个行政村及龙泉社区、龙泉林场、龙泉茶场交由东湖高新区托管。
流芳街道办事处驻流芳岭。流芳岭，原名油坊岭，以此地有榨油坊而得名。后由油坊岭变为流芳岭。
2018年更名为龙泉街道。

## 行政区划
现辖：
龙泉社区、升华村、高峰村、新胡村、覃庙村、玉屏村、福利村、魏集村、江王村、营泉村、二龙村、何桥村、红旗村和王店村。